# Ilías Kamaterós
Ilías Kamaterós (en grec Ηλίας Καματερός), né le 13 mai 1951 à Antimáchia en Grèce, est un homme politique grec.

## Biographie
Aux élections législatives grecques de janvier 2015, il est élu député au Parlement grec sur la liste de la SYRIZA dans la circonscription du Dodécanèse.